# Boëssé-le-Sec
Boëssé-le-Sec è un comune francese di 643 abitanti situato nel dipartimento della Sarthe nella regione dei Paesi della Loira.

## Società

### Evoluzione demografica
Abitanti censiti